# Unguizetes longiporosus
Unguizetes longiporosus är en kvalsterart som först beskrevs av Balogh och Sandór Mahunka 1966.  Unguizetes longiporosus ingår i släktet Unguizetes och familjen Mochlozetidae. Inga underarter finns listade i Catalogue of Life.